# Соколов, Анатолий Сергеевич
Анато́лий Серге́евич Соколо́в (26 августа (8 сентября) 1895, с. Покровское-Раменье Ярославской губернии — 3 октября 1936 года, Москва) — советский историк и общественный деятель, энтузиаст народного образования. Проректор Урало-Сибирского коммунистического университета (1925), зав. кафедрой русской истории, последний декан педагогического факультета Пермского университета (1928–1930), зав. кафедрой социально-экономических наук Уральского пединститута (1930–1932), директор Свердловского университета (1931–1932).

## Биография

### Москва, Омск, Усть-Каменогорск, Новониколаевск
Родился в семье священника.
В ноябре 1917 закончил историко-филологический факультет Московского университета.
С 14 марта по 6 сентября 1917 — архивариус Главного Комитета Всероссийского Земского Союза.
С 1 июня 1918 по 15 ноября 1919 — преподаватель истории Омской гимназии (одновременно с 1 мая.5. по 14 ноября 1919 — писарь обоза 11 дивизии Колчаковской армии).
С 1 марта по июль 1920 — заведующий внешкольным подотделом РОНО и заведующий I Омским рабочим университетом.
С июля 1920 по май 1921 — инструктор СибОНО, организатор и завуч Алтайского крестьянского университета (Усть-Каменогорск), преподаватель четырёхгодичных педагогических курсов и Усть-Каменогорской уездной совпартшколы, председатель правления уездного отделения Союза Рабпрос.
С 1 мая по 1 ноября 1921 — преподаватель истории Сибирского института народного образования и Сибирской сельскохозяйственной академии (Омск).
С 1 октября 1921 по 1 мая 1922 — преподаватель истории Сибирского педагогического техникума (Новониколаевск); одновременно с 1 мая 1921 по 20 февраля 1922 — инструктор, заведующий научно-популяризаторским отделом Сибполитпросвета.
С 20 февраля 1922 по 1 мая 1923 — заведующий Сибполитпросветом; одновременно с сентября 1922 по 1.5.1923 — председатель правления Сибирского фотокинокомбината (позже — Сибирское отделение Госкино).

### Свердловск, Пермь, Горький
С 1 июля по 15 декабря 1923 — преподаватель истории России Урало-Сибирского коммунистического университета и преподаватель истории аграрных отношений Сибирской сельскохозяйственной академии (Омск).
С 15 декабря 1923 по 25 сентября 1925 — преподаватель истории ВКП(б) и России Урало-Сибирского коммунистического университета.

А. С. Соколов среди преподавателей рабочего факультета Пермского университета

А. С. Соколов среди руководителей рабфака ПГУ

В 1922–1934 — завуч рабочего факультета Пермского университета.
С 1925 года — член ВКПб.
С 25 сентября 1925 — проректор по учебной части Урало-Сибирского коммунистического университета.
С 1 мая 1926 по 1 декабря 1927 — заведующий подотделом пропаганды АПО Уральского обкома ВКП(б) и преподаватель истории ВКП(б) и России Урало-Сибирского коммунистического университета.
В 1928–1929 — председатель Пермского окружного правления общества «Долой неграмотность».
С 6 июня 1928 по 15 сентября 1930 — доцент, заведующий кафедрой русской истории, последний декан педагогического факультета Пермского университета (педфак, крупнейший из факультетов университета, в 1930 году стал основой для нового вуза — Пермского пединститута, а на его месте некоторое время спустя в университете появились несколько новых факультетов).
С 30 января по 15 сентября 1930 — проректор (помощник директора) Пермского университета по научно-учебной части.
В 1930–-1932 — заведующий кафедрой социально-экономических наук Уральского индустриально-педагогического института.
С 8 августа 1930 по 3 января 1932 — заведующий научно-методическим сектором УралОНО (Свердловск), доцент кафедры истории СССР Урало-Сибирского коммунистического университета.
С осени 1931 — заведующий кафедрой общественных наук Свердловского пединститута.
С 14 ноября 1931 — 3 января 1932 года — директор Свердловского университета.
в 1930–1931 годах — председатель областного Совета общества педагогов-марксистов.
12 января 1932 — исключен из партии, 2 июня 1932 — восстановлен со строгим выговором.
С 26 января 1932 — заместитель начальника, с 1 января 1933 — начальник управления кадров, с 1 марта 1933 — помощник управляющего по кадрам, с 26 июня по августа 1933 — начальник отдела кадров треста «Уралуголь». С 6 августа 1933 — начальник отдела подготовки кадров треста «Кизелуголь».
В 1933 году при чистке исключен из партии.
С 23 декабря 1933 по 2 сентября 1934 — инспектор-методист по ВТУЗам и техникумам отдела учебных заведений Уполномоченного НКТП СССР по Уральской области; одновременно с 11 января 1931 по июнь 1934 — автор и редактор отдела истории Уральской советской энциклопедии.
С 1 сентября 1934 — доцент кафедры истории СССР и одновременно с 1 октября 1934 — помощник декана педагогического факультета Горьковского пединститута.
22 февраля 1936 — арестован. 2 октября 1936 — осужден ВК Верховного суда СССР к высшей мере наказания.
3 октября 1936 года — приговор приведен в исполнение. Прах захоронен в общей могиле № 1 на Новом Донском кладбище.
6 июня 1956 — реабилитирован ВК Верховного суда СССР.

## Семья
Жена — внучатая племянница И. П. Огрызко Зоя Александровна Огризко (1901—1983) — кандидат исторических наук, специалист в области социально-экономической истории средневековой России, автор научных работ по истории северного крестьянства XVI—XVII веков и истории церкви, по теории и практике музееведения, сотрудник Государственного исторического музея. В 1930 году супруги переехали в Свердловск, где у них родилась дочь Зоя.

## Избранные публикации
- Соколов А. В. С точки зрения завуча // Пермский рабфак. Пермь: Пермское книжное издательство, 1975. С. 22-26.
- Соколов А. В. Очерк развития Пермского рабочего факультета // Пермский рабфак за 10 лет. Юбилейный сборник 1919—1929. Пермь: изд-во «Звезда», 1929. С. 9-20.
- Соколов А. В. Очерк работы предметной комиссии по обществоведению // Пермский рабфак за 10 лет. Юбилейный сборник 1919—1929. Пермь: изд-во «Звезда», 1929. С. 9-20.